# António Maria Baptista
António Maria Baptista (Beja, 5 gennaio 1866 – Lisbona, 6 giugno 1920) è stato un politico portoghese.

## Biografia
Baptista ebbe un'importante carriera militare nella quale si distinse soprattutto nelle campagne africane come l'occupazione del Mozambico e la cattura del re dell'impero di Gaza, Ngungunhane.
Cominciò a fare politica nel 1910 all'interno del Partito Democratico. Nel 1919, durante il primo governo di Domingos Leite Pereira, riucoprì la carica di Ministro della Guerra. Si distinse per la repressione di alcuni disordini scoppiati nel nord del Paese. L'anno seguente, diventò Presidente dei Ministri. Cinque mesi dopo, il 6 giugno 1920 morì dopo un Consiglio dei Ministri a causa di un ictus.
Dopo la sua morte, Baptista ricevette il grado di generale e fu decorato con la Gran Croce dell'Ordine della Torre e della spada.